# سامانه پاداش مغز
| آب روابط جنسی | غذا مراقبت والدین |

ریوارد سیستم (انگلیسی: Reward system) یا سیستم پاداش، سیستم پیام رسانی ویژه مغز است که بدن را از برطرف شدن نیازهایش آگاه می‌کند.
سیستم پاداش به گروهی از ساختارهای مغزی اشاره دارد که در برابر محرک‌های تقویت‌کننده یا لذت بخش نظیر مواد مخدر و داروهای اعتیاد آور فعال می‌شوند. هنگامی که افراد در معرض محرکی لذت بخش قرار می‌گیرند، مغز شروع به افزایش آزادسازی نُرُترنسمیتر (پیام آور عصبی) دوپامین می‌کند و فعالیت مناطق مغزی مرتبط با دوپامین افزایش می‌یابد. مسیر دوپامینی مزولیمبیک مهم‌ترین منطقهٔ مغزی مرتبط با لذت و پاداش است. این مسیر ناحیهٔ تگمنتوم شکمی را به هسته‌های آکامبنس متصل می‌کند. سیستم پاداش مغز مسئولیت تحریک (برای مثال «خواستن»، میل و تمایل به پاداش)، یادگیری مشارکتی (در درجهٔ اول تقویت مثبت و شرطی شدن کلاسیک) و احساس مثبت، به خصوص برای حالت‌هایی که لذت را به عنوان یک مؤلفهٔ اصلی می‌شناسند (برای مثال شادی، سرخوشی و اشتیاق) را بر عهده دارد.
پاداش یک ویژگی جذاب از یک محرک است که یک رفتار اعتیادآور را در فرد القا می‌کند. یک بررسی در زمینه علوم اعصاب، محرک مربوط به پاداش را به صورت روبرو توصیف کرده است، "هر محرک، جسم، رویداد، فعالیت یا وضعیتی که پتانسیل ایجاد رویکرد و مصرف آن را دارد، تعریف یک پاداش است." در شرطی‌شدن فعال، محرک پاداش به عنوان یک تقویت کنندهٔ مثبت عمل می‌کند هرچند عکس (منطق) این موضوع نیز صادق است: تقویت کننده‌های مثبت نیز پاداش محسوب می‌شوند.
پاداش‌های اولیه، دسته‌ای از محرک‌های پاداش هستند که به بقای موجودات و فرزندان آن‌ها (فرگشت) کمک می‌کنند و شامل پاداش‌های هوموستاتیک (برای مثال غذای خوشمزه) و پاداش‌های وابسته به تولید مثل (مانند آمیزش جنسی یا مراقبت والدین) می‌شوند. پاداش‌های ذاتی، پاداش‌های بی قید و شرطی هستند که برای ما جذاب و تحریک‌کننده هستند زیرا ذاتاً لذت بخش هستند. پاداش‌های بیرونی (برای مثال پول یا دیدن برد تیم مورد علاقه) پاداش‌های شرطی هستند که رفتار جذاب و تحریک کننده‌ای دارند، اما ذاتاً لذت بخش نمی‌باشند. در واقع پاداش‌های بیرونی بعد از شرطی‌شدن کلاسیک با پاداش‌های ذاتی احساس لذت را در فرد به وجود می‌آورند برای مثال محرک پول به عنوان یک پاداش بیرونی، از توانایی برای برقراری امکانات برای فرزندان که یک پاداش ذاتی می‌باشد استخراج می‌شود.
بقا موجودات زنده به معنای حداکثر کردن ارتباطشان با محرک‌های مفید و به حداقل رساندن ارتباط با محرک‌های مضر می‌باشد. شناخت پاداش‌های گوناگون موجب بیشتر شدن احتمال زنده ماندن و تولیدمثل با استفاده از تکنیک‌هایی همچون یادگیری مشارکتی می‌شود. بنابراین، پاداش یک مکانیسم برای کمک کردن به افزایش آمادگی و سازگاری موجودات با محیط اطراف می‌باشد.

## تعریف
در علوم اعصاب، سیستم پاداش، مجموعه ای از ساختارهای مغز و مسیرهای عصبی است که مسئول شناخت پاداش هستند، از جمله یادگیری مشارکتی (عمدتا شرطی‌شدن کلاسیک و تقویت فعال)، انگیزه (برای مثال انگیزه و میل به خواستن، اشتیاق به پاداش) و هیجان‌های مثبت، به خصوص احساس‌هایی که لذت را شامل می‌شوند.
سه تابع اصلی پاداش‌ها عبارتند از:
1. باعث ایجاد یادگیری مشارکتی می‌شود (برای مثال شرطی‌شدن کلاسیک و شرطی‌شدن فعال).[۳]
2. بر روی تصمیم‌گیری تأثیر می‌گذارد و رفتار تحریک آمیز را به شخص القا می‌کند.[۳]
3. سبب استخراج احساس مثبت به ویژه احساس لذت می‌شود.[۳]

## آناتومی
ساختارهای مغزی که سیستم پاداش را تشکیل می‌دهند در درجهٔ اول داخل حلقهٔ Cortico-basal ganglia-thalamo-cortical قرار گرفته‌اند. بخش غده‌های قاعده‌ای داخل حلقه، فعالیت را در سیستم پاداش اعمال می‌کند. اکثر مسیرهایی که ساختارها را درون سیستم پاداش به یکدیگر متصل می‌کنند عبارتند از: اینترنورون گلوتاماترژیک، GABAergic Medium Spiny Neurons (هاMSN) و الیاف پرتابی دوپامینرژیک. اگرچه انواع دیگر از نورون‌های پروجکشنی نیز نقش دارند (برای مثال الیاف پرتابی ارکسینرژیک). سیستم پاداش شامل ناحیهٔ تگمنتوم شکمی، جسم مخطط شکمی (برای مثال هستهٔ اکامبنس و Olfactory tubercle)، جسم مخطط پشتی (برای مثال هسته دم‌دار و پوسته (مغز))، توده سیاه (برای مثال Pars compacta و Pars reticula)، قشر پیش‌پیشانی، Anterior cingulate cortex، اینسولار، هیپوکامپ، هیپوتالاموس (به خصوص هستهٔ ارکسینرژیک در هیپوتالاموس جانبی)، تالاموس، Subthalamic Nucleus، گوی رنگ‌پریده (هم داخلی و هم خارجی)، Ventral pallidum, Parabrachial Nucleus، آمیگدال و باقیماندهٔ Extended amygdala می‌باشد. به نظر می‌رسد که هستهٔ رافه پشتی و مخچه نشانه‌هایی از شناخت مرتبط با پاداش (به عنوان مثال، یادگیری مشارکتی، برجستگی انگیزشی و رفتارهای مثبت) و رفتارها را مدل‌سازی می‌کنند. The Laterdorsal Tegmental Nucleus (LTD) Pedunculopontine Nucleus or PPTg و Lateral Habenula or LHb (هم به صورت مستقیم و هم از طریق Rostromedial tegmental nucleus) نیز قادر به القای تحریک عاطفی و تحریک انگیزشی از طریق پروجکشن‌های خود به ناحیهٔ تگمنتوم شکمی می‌باشند. LDT و PPTg هر دو پروجکشن‌های گلوتامینرژیک را به VTA که در نورون‌های دوپامینرژیک وجود دارند، ارسال می‌کنند، به گونه‌ای که هر دو می‌توانند برانگیختگی را ایجاد کنند. LHb پروجشکن‌های گلوتامینرژیک را ارسال می‌کند که اکثر آن‌ها با نورون‌های GABAergic RMTg تماس برقرار می‌کنند و منجر به مهار نورون‌ها با نورون‌های دوپامینرژیک می‌شوند، اگرچه برخی از پروجکشن‌های LHb به VTA ختم می‌شوند. این پروجکشن‌های LHb هم توسط محرک‌های منفی و هم توسط نبود یک پاداش منتظره فعال می‌شوند و تحریک LHb می‌تواند باعث القای حس نفرت و بیزاری شود.
بیشتر مسیرهای دوپامینرژیک (برای مثال نورون‌هایی که از پیام‌رسان عصبی دوپامین برای ارتباط با نورون‌های دیگر استفاده می‌کند) بخشی از سیستم پاداش می‌باشند. در این مسیرها، دوپامین مانند D1-like receptors یا D2-like receptors عمل می‌کنند تا باعث تحریک (D1-like) یا منع (D2-like) تولید آدنوزین مونوفسفات حلقه‌ای شوند. GABAergic Medium Spiny Neurons استریاتوم نیز از مؤلفه‌های سیستم پاداش می‌باشد. هستهٔ پروجکشنی گلوتاماترژیک در Subthalamic nucleus، قشر پیش پیشانی، هیپوکامپ، تالاموس و بادامه به دیگر بخش‌های سیستم پاداش از طریق مسیرهای گلوتامات متصل می‌شوند. مجموعهٔ پیشانی میانی که مجموعه‌ای از بسیاری از مسیرهای عصبی است که برای پاداش تحریک مغز میانجی است (به عنوان مثال، پاداش گرفته شده از تحریک مستقیم الکتروشیمیایی هیپوتالاموس) نیز جزئی از سیستم پاداش است.
دو نظریه در رابطه با فعالیت هستهٔ اکامبنس و فعل دوست داشتن و خواستن وجود دارد. فرضیهٔ مهار پیشنهاد می‌کند که هستهٔ اکامبنس اثرات بازدارنده‌ای را روی ساختارهای پایین دست مانند Ventral pallidum، هیپوتالاموس یا ناحیهٔ شکمی ایفا می‌کند و در مهار MSNs در هستهٔ اکامبنس این ساختارها برانگیخته می‌شوند و رفتاری وابسته به پاداش انجام می‌دهند. در حالیکه آگونیستهای گیرندهٔ GABA قادر به استخراج هر دو حالت «علاقه» و «خواستن» در هستهٔ اکامبنس هستند، ورودی‌های گلوتامینرژیک از آمیگدال دوطرفه، هیپوکامپ جانبی و قشر پیش پیشانی میانی می‌توانند باعث تحریک شوند. علاوه بر این، درحالیکه بیشتر مطالعات نشان می‌دهند که نورون‌های هستهٔ اکامبنس در واکنش به پاداش کمتر شلیک می‌شوند، تعدادی مطالعه نیز نیز خلاف این موضوع را بیان می‌کنند. این موضوع منجر به ارائه فرضیهٔ مهارگسیختگی شد که پیشنهاد می‌کند که تحریک یا نورون‌های هستهٔ اکامبنس یا حداقل زیرمجموعه‌های مشخصی، رفتار مربوط به پاداش را هدایت می‌کنند.
پس از نزدیک به ۵۰ سال تحقیق دربارهٔ پاداش تحریک مغزی، متخصصان تأیید کرده‌اند که ده‌ها مکان در مغز تحریک منحصر به فرد خود را حفظ خواهند کرد. این مناطق شامل هیپوتالاموس جانبی و شاخه‌های پیشانی داخلی هستند. تحریک در این مناطق باعث فعال شدن فیبرهایی می‌شود که مسیرهای صعودی را شکل می‌دهند. مسیر صعودی شامل مسیر دوپامینی مزولیمبیک است که از ناحیهٔ تگمنتوم شکمی تا هستهٔ اکامبنس می‌باشد. توضیحات متعددی وجود دارد که نشان می‌دهد به چه دلیل مسیر دوپامینی مزولیمبیک به عنوان بخش مرکزی در مدارات مربوط به پاداش می‌باشد. اول از همه اینکه زمانیکه حیوانات در یک شبیه‌سازی که در آن یک الکترود به ناحیهٔ پاداش مغز آن‌ها وصل شده است شرکت می‌کنند، افزایش قابل توجهی در انتشار دوپامین از مسیر مزولیمبیک مشاهده می‌شود. مورد دوم، آزمایش‌ها به‌طور مداوم نشان می‌دهند که پاداش‌های وابسته به تحریک مغز موجب تقویت مسیرهایی می‌شوند که به صورت طبیعی توسط پاداش‌های طبیعی (اعتیاد رفتاری) فعال می‌شوند و پاداش با دارو یا با استفاده از الکترودهای وصل شده به ناحیه‌های پاداش مغز باعث ایجاد یک فعالسازی قوی تر در مکانیسم مرکزی پاداش می‌شود زیرا در این حالت مرکز مربوط به پاداش به صورت مستقیم تحریک می‌شود در حالیکه در پاداش‌های طبیعی این تحریک از طریق دستگاه عصبی پیرامونی می‌باشد. مورد سوم اینکه، زمانی که حیوانات از مواد مخدر استفاده می‌کنند یا در رفتارهای وابسته به پاداش‌های طبیعی از جمله خوردن غذا یا برقراری رابطهٔ جنسی شرکت می‌کنند، ترشح مشخصی از دوپامین در درون هستهٔ اکامبنس وجود دارد. اگرچه، دوپامین تنها ترکیب پاداش در مغز نمی‌باشد.

### مراکز لذت
لذت جزوی از پاداش می‌باشد، اما همهٔ پاداش‌ها لذت‌بخش نیستند (برای مثال پول لذت را به همراه نمی‌آورد مگر اینکه این پاسخ مشروط باشد به موضوعی دیگر). محرک‌هایی که به صورت طبیعی برای ما لذت‌بخش و همین‌طور جذاب هستند به عنوان پاداش‌های ذاتی شناخته می‌شوند در حالیکه محرک‌هایی که برای ما جذاب هستند اما به صورت ذاتی لذت‌بخش نیستند به عنوان پاداش‌های بیرونی شناخته می‌شوند. پاداش‌های بیرونی (برای مثال پول) به دلیل نیازها و پاداش‌های طبیعی ای که به دنبال آن‌ها هستیم (مانند غذا خوردن و تأمین مالی خانواده را فراهم می‌کنند) برای ما پاداش هستند.
سیستم پاداش شامل مرکز لذت می‌باشد. در واقع وقتی اتفاقی لذت بخش برای شما اتفاق میفتد این مرکز فعال می‌شود و این حس تقویت می‌شود که آن عمل لذت‌بخش را دوباره انجام دهیم. این موضوع شامل همهٔ لذت‌ها از خندیدن و غذا خوردن تا مصرف کردن مواد مخدر را شامل می‌شود. برخی از قسمت‌های مغز که در طی این فرایند تحت تأثیر قرار می‌گیرند عبارتند از: آمیگدال که احساسات را تنظیم می‌کند، هستهٔ اکامبنس که تولید دوپامین را کنترل می‌کند، مغز میانی بطنی که دوپامین تولید می‌کند و مخچه که عملکرد عضلات را کنترل می‌کند و همین‌طور غدهٔ هیپوفیز که اندورفی ترشح می‌کند که درد را کاهش می‌دهد، اوکسی توسین ترشح می‌کند که حس اعتماد به نفس را افزایش می‌دهد و واسوپراسین تولید می‌کند که حس وابستگی را افزایش می-دهد.

### میل

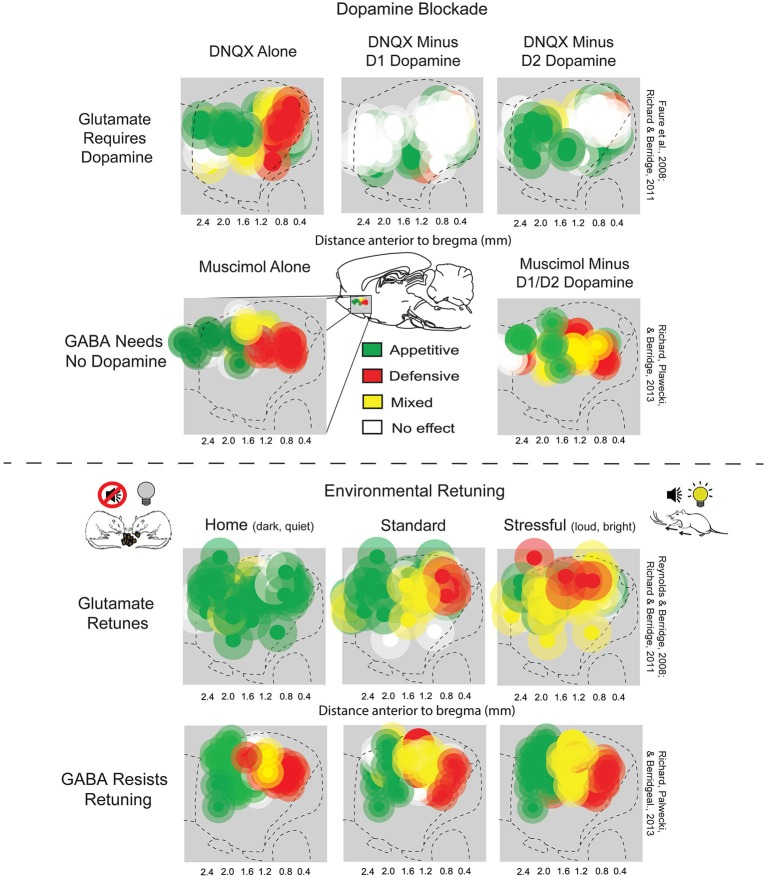
تنظیم واکنش‌های هجومی و دفاعی در پوستهٔ هستهٔ اکامبنس. (تصویر بالا) سد AMPA بدون توجه به ظرفیت و به منظور تولید رفتارهای تحریکی نیاز به کارکرد D1 دارد و عملکرد D2 نیز رفتارهای دفاعی را به وجود می‌آورد. از طرفی دیگر، آگونیست GABA به کارکرد گیرندهٔ دوپامین نیازی ندارد. (تصویر پایین) گسترش نواحی آناتومیکی که رفتارهای دفاعی را تحت استرس و رفتارهای تهاجمی تولید شده توسط آنتاگونیست AMPA را در محیط خانگی تولید می‌کنند. این انعطاف‌پذیری توسط آگونیست GABA کم‌تر مشهود می‌باشد.

برجسته شدن انگیزه نشان‌دهندهٔ "خواستن" یا "تمایل" می‌باشد که یک جزء انگیزشی است که به یک محرک پاداش توسط پوستهٔ هستهٔ اکامبنس اختصاص داده می‌شود. درجهٔ انتقال عصبی دوپامین به پوستهٔ هستهٔ اکامبنس از مسیر مزولیمبیک با اندازهٔ تحریک ایجاد شده توسط محرک پاداش رابطه دارد.
فعال‌سازی منطقهٔ Dorsorostal از هستهٔ اکامبنس با افزایش تقاضا بدون افزایش همزمان علاقه در ارتباط می‌باشد. با این حال، انتقال عصبی دوپامینرژیک درون پوستهٔ هستهٔ اکامبنس نه تنها مسئول برجسته شدن تحریک (برجستگی انگیزه) در سمت محرک پاداش می‌باشد، بلکه مسئول دور شدن تحریک از محرک‌های نامطلوب نیز می‌شود. در استریاتوم پشتی، فعال‌سازی MSNs بیان‌کنندهٔ D1 باعث برجستگی تحریک می‌شود در حالیکه فعال‌سازی MSNs بیان‌کنندهٔ D2 باعث تولید نفرت و بیزاری می‌شود.
رابینسون و بریدج در نظریهٔ مشوق-حساس سازی (۱۹۹۳) پیشنهاد کردند که پاداش شامل مؤلفه‌های روان شناختی قابل تفکیک است: خواستن (انگیزه) و علاقه (لذت). برای توضیح افزایش تماس با یک محرک خاص مثل شکلات، دو عامل مستقل در کار وجود دارد، تمایل ما به داشتن شکلات (خواستن) و اثر لذت شکلات (علاقه). طبق گفتهٔ رابینسون و بریدج، خواستن و دوست داشتن دو جنبه از یک فرایند هستند، بنابراین پاداش‌ها معمولاً مورد نیاز هستند و به همان درجه مورد علاقه می‌باشند. با این حال، تمایل و علاقه به‌طور مستقل هم تحت شرایط خاصی تغییر می‌کنند. به عنوان مثال، موش‌هایی که بعد از دریافت دوپامین دیگر غذا نمی‌خورند (تجربهٔ از دست دادن تمایل به غذا)، به نحوی عمل می‌کنند مثل اینکه هنوز غذا را دوست دارند. در یک مثال دیگر، الکترودهای تحریک کنندهٔ فعال در هیپوتالاموس جانبی موش‌ها اشتها را افزایش می‌دهد اما باعث واکنش‌های معکوس به مزه‌ها مانند شکر و نمک می‌شوند پس ظاهراً این تحریک خواستن را افزایش می‌دهد اما علاقه را نه. چنین نتایجی نشان می‌دهند که سیستم پاداش ما شامل فرآیندهای مستقل خواستن و علاقه می‌باشد. تصور می‌شود که مؤلفهٔ خواستن توسط مسیرهای دوپامینرژیک کنترل می‌شود در حالیکه تصور می‌شود مؤلفهٔ علاقه توسط سیستم‌های Opiate-Benzodiazepine کنترل می‌شوند.

### انسان‌ها در برابر حیوانات
حیوانات به سرعت یادمی‌گیرند که یک نوار را فشار دهند تا یک تزریق مواد مخدر را مستقیماً در تگمنتوم مغز میانی یا هستهٔ اکامبنس به دست آورند. همین حیوانات در صورتی‌که نورون‌های دوپامینرژیک مسیر مزولیمبیک در آن‌ها غیرفعال باشند، کاری را برای به‌دست آوردن مواد مخدر انجام نمی‌دهند. در این دیدگاه، حیوانات همانند انسان‌ها در عادت‌هایی شرکت می‌کنند که باعث افزایش ترشح دوپامین در آن‌ها شود.
کنت بریدج، محققی در علوم اعصاب، متوجه شد که مزهٔ شیرین (دوست داشتن) و تلخ (دوست نداشتن) حالت چهره‌های متمایزی تولید می‌کنند و این حالات توسط نوزادان، اورانگوتان‌ها و موش‌ها به‌طور مشابه نمایش داده می‌شوند. این نشان می‌دهد که لذت (به‌طور خاص علاقه) دارای ویژگی‌های عینی می‌باشد و بین گونه‌های مختلف حیوانات مشابه است. بیشتر مطالعات علوم اعصاب نشان داده‌اند که هر چه دوپامین بیشتری توسط یک پاداش آزاد شده باشد، آن پاداش تأثیر بیشتری داشته است. این اثر، اثر هدیون نامیده می‌شود که می‌تواند با تلاش برای پاداش یا توسط خود پاداش تغییر کند. بریدج کشف کرد که به نظر نمی‌رسد مسدود کردن سیستم‌های دوپامین، واکنش مثبت را به چیزی شیرین تغییر دهد (همان‌طور که با حالت چهره اندازه‌گیری شد). به عبارت دیگر، تأثیر هدیون براساس مقدار شکر تغییر نکرد. این امر، این فرض را که دوپامین بر لذت تأثیر دارد را رد کرد. حتی با تغییرات شدید در دوپامین، داده‌ها ثابت باقی می‌ماند.
بریدج فرضیه برجستگی مشوقی را توسعه داد تا جنبهٔ مورد نیاز پاداش را نشان دهد. این مسئله، استفادهٔ اجباری از مواد مخدر را توسط معتادان مواد مخدر حتی زمانیکه مواد مخدر دیگر احساس رضایت و خوشحالی را تولید نمی‌کند و تمایلاتی که حتی بعد از قطع مصرف به‌طور کامل در فرد تجربه شده را توضیح می‌دهد. برخی از معتادان به محرک‌های خاص مربوط به تغییرات عصبی ناشی از مواد مخدر واکنش نشان می‌دهد. این حساس سازی در مغز شبیه به اثر دوپامین است زیرا عکس‌العمل‌های «خواستن» و «علاقه» رخ می‌دهد. مغزها و رفتارهای انسان‌ها و حیوانات تغییرات مشابهی را در رابطه با سیستم‌های پاداش تجربه کرده‌اند، چرا که این سیستم‌ها بسیار مهم هستند.

## یادگیری
محرک پاداش می‌تواند یادگیری را هم در قالب شرطی شدن کلاسیک (Palvovian Conditiong) و هم در قالب شرطی شدن فعال (Instrumental Conditiong) هدایت کند. در شرطی شدن کلاسیک، یک پاداش می‌تواند به عنوان یک محرک غیرشرطی عمل کند که وقتی همراه با محرک شرطی شده باشد، محرک شرطی را تحریک می‌کند تا هم موجب پاسخ‌های اسکلتی عضلانی (در قالب رفتارهای رویکردی و اجتنابی ساده) و هم پاسخ‌های غیراسکلتی شود. در شرطی شدن فعال، یک پاداش ممکن است به عنوان یک عامل تقویتی عمل کند که باعث افزایش یا تقویت اعمالی شود که موجب خودش می‌شود. رفتارهای آموخته شده ممکن است به ارزش نتایجی که به آن‌ها منجر می‌شود حساس نباشند؛ رفتارهایی که به احتمال وقوع یک نتیجه در اجرای یک عمل و همچنین ارزش آن حساس هستند، رفتارهای هدف‌دار نامیده می‌شوند درحالیکه اعمالی که به احتمال وقوع یا ارزش عمل حساس نمی‌باشند، عادت نامیده می‌شوند. تصور می‌شود که این تمایز ۲ شکل از یادگیری را منعکس کند، یادگیری بدون مدل و یادگیری مبتنی بر مدل. یادگیری بدون مدل شامل ذخیره‌سازی و بروزرسانی سادهٔ ارزش‌ها می‌باشد. در مقابل، یادگیری مبتنی بر مدل شامل ذخیره‌سازی و ساخت یک مدل داخلی از رویدادهایی است که اجازهٔ استباط و پیش‌بینی منعطف را می‌دهند. اگرچه عموماً فرض می‌شود که شرطی شدن کلاسیک یک یادگیری بدون مدل می‌باشد، تحریک اختصاص داده شده به محرک شرطی با توجه به تغییرات در حالت تحریک داخلی منعطف می‌باشد.
سیستم‌های عصبی مستقل مسئول یادگیری مشارکتی بین محرک‌ها و نتایج، اعمال و نتایج و محرک‌ها و پاسخ‌ها هستند. اگرچه شرطی شدن کلاسیک محدود به سیستم پاداش نمی‌باشد، تقویت عملکرد فعال توسط محرک‌ها (برای مثال Pavlovian-Instrumental Transfer) نیازمند هستهٔ اکامبنس می‌باشد. یادگیری فعال از روی عادت و هدف‌دار به ترتیب مربوط به استریاتوم جانبی و استریاتوم مرکزی می‌باشند.
در طول شرطی شدن فعال، تغییرات مخالف هم در نسبت گیرنده‌های AMPA به NMDA و ERK فسفوریله شده در داخل MSNsهای نوع ۱ و نوع ۲ رخ می‌دهد که به ترتیب شامل مسیرهای مستقیم و غیرمستقیم می‌باشند. این تغییرات در انعطاف‌پذیری سیناپسی و یادگیری همراهی وابسته به فعال‌سازی استریاتوم نوع D1 و گیرنده‌های NMDA می‌باشند. کسکِد درون سلولی که توسط گیرنده‌های D1 فعال می‌شود شامل جذب پروتئین کیناز آ شده و از طریق فسفوریله شدن DARPP-32 موجب مهار فسفاتازها می‌شوند که ERK را غیرفعال می‌کند. گیرنده‌های NMDA, ERK را از یک مسیر متفاوت اما وابسته تحت عنوان مسیر Ras-Raf-MEK-ERK فعال می‌کنند.

## تاریخچه

جعبه اسکینر

اولین سرنخ از حضور سیستم پاداش در مغز با کشف تصادفی در سال ۱۹۵۴ توسط جیمز اولدز و پیتر میلنر اتفاق افتاد. اولدز و میلنر با تغییر دادن مکان الکترود در سر موش‌ها، به این نتیجه رسیدند که هنگامی که الکترود را در مکان‌های مشخصی از مغز موش‌ها قرار می‌دهند، موش‌ها تمایل دارند تا به دفعات بسیار اهرم را فشار دهند. فشار دادن اهرم باعث می‌شد که موش‌ها انفجاری از تحریک الکتریکی را به مکان‌های خاص در مغز خود مدیریت کنند. این پدیده پاداش تحریک مغزی نامیده می‌شود. به‌طور معمول، موش‌ها صدها یا هزاران بار در هر ساعت یک اهرم را فشار می‌دهند تا تحریک مغزی را به دست آورند و تنها زمانی که خسته می‌شوند از این کار دست می‌کشند. اهمیت تحقیق اولدز و میلنر از آن جهت بود که به نظر می‌رسد آن‌ها موفق به یافتن ساختارهای مغزی دخیل در تجربه لذت و پاداش شده‌اند، چرا که اگر موش‌ها بارها و بارها اهرم را فشار می‌دهند تا این مناطق را تحریک کنند، احتمالاً از این تجربه لذت می‌برند. آن‌ها همین کار را برای انسان‌ها نیز انجام دادند و نتایج مشابه بود. توضیح اینکه چرا حیوانات در رفتاری شرکت می‌کنند که هیچ ارزشی برای زنده ماندن خودشان یا همنوعان آن‌ها ندارد این است که تحریک مغزی سیستم پاداش را فعال می‌کند. تحقیقات در همین باره در طی دو دهه بعد ثابت کرد که دوپامین یکی از مواد شیمیایی اصلی می‌باشد که به سیگنال‌دهی عصبی در این مناطق کمک می‌کند و در واقع از دوپامین به عنوان "مادهٔ شیمیایی لذت" یاد می‌شود.
ایوان پاولف یک روان‌شناس بود که از سیستم پاداش برای مطالعهٔ شرطی‌شدن کلاسیک استفاده کرد. پاولوف از سیستم پاداش، با پاداش دادن به سگ‌ها با غذا بعد از شنیدن صدای زنگ یا محرک دیگری استفاده کرد. پاولوف به سگ‌ها پاداش (غذا) می‌داد به‌طوریکه سگ‌ها غذا یا همان پاداش را مرتبط با صدای زنگ یا محرک بدانند. ادوارد ترندیک از سیستم پاداش برای مطالعهٔ شرطی‌سازی فعال استفاده کرد. او کار خود را با قرار دادن گربه‌ها در داخل یک جعبهٔ معما و قرار دادن غذا در خارج از جعبه آغاز کرد به‌طوریکه گربه‌ها برای دست‌یابی به غذا تلاش برای فرار از جعبه می‌کردند. اگرچه گربه‌ها بعد از فرار از جعبه، غذا را می‌خوردند، ترندیک فهمید که گربه‌ها می‌خواستند از جعبه بدون پاداش غذا فرار کنند. ترندیک از پاداش‌های غذا و آزادی برای تحریک سیستم پاداش در گربه‌ها استفاده کرد و از این استفاده کرد تا ببیند گربه‌ها چگونه یادگرفته‌اند از جعبه فرار کنند.

## اهمیت بالینی

### اعتیاد
کپی‌برداری بیش از حد ΔFosB –یک فاکتور رونویسی ژن- در Medium spiny neurons نوع D1 ِ هستهٔ اکامبنس به عنوان حیاتی‌ترین عامل در بین تمامی حالت‌های اعتیاد (برای مثال اعتیاد رفتاری و اعتیاد دارویی) می‌باشد که رفتار مبتنی بر اعتیاد و همین‌طور انعطاف‌پذیری عصبی را به‌وجود می‌آورد. تغییرات اپی‌ژنتیکی خاص دنباله‌های پروتئینی هیستون در نواحی خاصی از مغز نیز نقش کلیدی را مبانی مولکولی اعتیاد بازی می‌کنند.
داروها و رفتارهای اعتیادآور به خاطر اثرات آن‌ها بر مسیر پاداش دوپامین اعتیادآور می‌باشند.
بخش هیپوتالاموس جانبی و ناحیهٔ میانی پیشانی بخش‌هایی هستند که بیش از بقیه برای مطالعهٔ تحریک‌های مغزی در ناحیهٔ پاداش و به‌خصوص برای بررسی تأثیرات دارو و مواد مخدر مورد مطالعه قرار گرفته‌اند. سیستم انتقال‌دهندهٔ عصبی‌ای که بیش از بقیه در اعمال وابسته به مصرف مواد مخدر شناخته می‌شود، سیستم دوپامینی مزولیمبیک به همراه وابران در هستهٔ اکامبنس و آورانهای دوپامینرژیک محلی می‌باشند. اقدامات مرتبط با پاداش آمفتامین و کوکایین در سیناپس‌های دوپامینرژیکِ هستهٔ اکامبنس و قشر میانی پیشانی قرار دارند. موش‌ها همچنین یادمی‌گیرند که برای تزریق کوکایین به قشر میانی پیش پیشانی اهرمی را فشار دهند، موضوعی که با افزایش مبادلات در هستهٔ اکامبنس همراه می‌باشد. نیکوتین تزریق شده به‌طور مستقیم به هستهٔ اکامبنس، ترشح محلی دوپامین را با ایجاد پتانسیل پیش‌سیناپسی در ترمینال‌های دوپامینرژیک این ناحیه بالا می‌برد. گیرنده‌های نیکوتینی در بدنه‌های سلولی دوپامینرژیک متمرکز می‌شوند و تزریق‌های محلی نیکوتین باعث افزایش آتش دوپامینرژیک سلول می‌شوند که برای پاداش نیکوتین ضروری می‌باشد. برخی دیگر از مواد مخدر اعتیادآور همچنین تمایل دارند که خروجی MSNs را علی‌رغم فعال‌کردن پروجکشن‌های دوپامینرژیک، کاهش دهند. برای مواد مخدر، پایین‌ترین حد آستانه برای اثرات پاداش شامل اعمال روی نورون‌های گابائرژیک در ناحیهٔ تگمنتوم شکمی می‌باشد. از این رو، مسیر آورانهای گابائرژیک به نورون‌های دوپامینی مزولیمبیک (بستر اولیهٔ پاداش مواد مخدر)، خود نورون‌های دوپامینی مزولیمبیک (بستر اولیهٔ پاداش محرک روان حرکتی) و مسیر وابران‌های گابائرژیک به نورون‌های دوپامین (بستر ثانویهٔ پاداش مواد مخدر) هستهٔ مدار پاداش-مواد مخدر را تشکیل می‌دهند.

### انگیزه
تحریک انگیزشی مخرب در تعدادی از علائم و اختلالات روانی ظاهر می‌شود. برای مثال آنهدونیا به عنوان یک کاهش انگیزه یا عدم توانایی در درک لذت تعریف می‌شود. در حالی که تعاریف اولیه انهدونیا بر عدم توانایی لذت بردن تأکید می‌کند، اما محققان برای اشاره به کاهش انگیزش و لذت‌های انگیزشی (تمایل)، کاهش و فقدان میل و لذت جنسی و همچنین کاهش در توانایی یادگیری مؤثر از آن استفاده می‌کنند. مطالعات تصویربرداری عصبی در راستای تشخیص‌های همراه با آنهدونیا کاهش فعالیت را در OFC و استریاتوم شکمی گزارش کرده‌اند. یک آنالیز نیز کاهش پاسخ عصبی را به مشارکت در یک پاداش در هستهٔ دم‌دار، پوسته، هستهٔ اکامبنس و قشر پیش‌پیشانی میانی گزارش کرده است.

#### اختلالات رفتاری
افسردگی با کاهش انگیزه (که همان تمایل به تلاش کردن برای رسیدن به پاداش است) همراه است. این اختلالات گاهی مرتبط با کاهش فعالیت در نواحی‌ای از استریاتوم می‌باشد و درحالیکه فرض می‌شود که اختلالات دوپامینرژیک نقشی را ایفا می‌کنند، اغلب مطالعات در مورد عملکرد دوپامین در افسردگی نتایج متناقضی را گزارش کرده‌اند. اگرچه کالبدشکافی‌ها و تصویربرداری‌های عصبی، ناهنجاری‌هایی را در مناطق متعدد سیستم پاداش یافته‌اند، اما یافته‌های کمی هستند که در این آزمایش‌ها به‌طور مداوم تکرار شده باشند. برخی مطالعات یک کاهش را در فعالیت هستهٔ اکامبنس، هیپوکامپ، قشر پیش پیشانی میانی و قشر اوربیتوفرونتال و در عین حال افزایش فعالیت را در بادامهٔ Basolateral و .(Subgenual cingulate cortex (sgACC در حین کارهای مربوط به پاداش و محرک‌های مثبت گزارش داده‌اند. این ناهنجاری‌های عصبی با تحقیقات و کالبدشکافی‌های اندکی بدست آمده‌اند، اما این تحقیقات اندک بیانگر کاهش سیناپس‌های تحریک‌کننده در قشر پیش‌پیشانی میانی می‌باشند. به نظر می‌رسد که کاهش فعالیت در قشر پیش‌پیشانی میانی در حین انجام اعمال مرتبط با پاداش بیشتر در مناطق پشتی متمرکز شده است (برای مثال Pregenual cingulate cortex)، درحالیکه بیشتر Ventral sgACC در هنگام افسردگی دچار افزایش فعالیت می‌شود.
تلاش برای بررسی مدارات عصبی نهفته در مدل‌های حیوانی نیز نتایج متناقضی را به همراه داشته است. دو پارادایم عموماً برای شبیه‌سازی افسردگی مورد استفاده قرار می‌گیرد: شکست اجتماعی مزمن (CSDS) و استرس خفیف مزمن (CMS). شکست اجتماعی مزمن باعث کاهش ترجیح ساکارز در بدن می‌شود و کاهش تعاملات اجتماعی را به دنبال دارد و باعث افزایش سکون در تست شنای اجباری می‌شود. استرس خفیف مزمن نیز به‌طور مشابه باعث کاهش ترجیح ساکارز در بدن می‌شود، و یاس رفتاری را در پی دارد. حیواناتی که مستعد پذیرش شکست اجتماعی مزمن می‌باشند، شلیک‌های VTA بیشتری را از خود به نمایش می‌گذارند و مهار پروجکشن‌های VTA-NAcc کمبود رفتاری ناشی از شکست اجتماعی مزمن را تضعیف می‌کند. اگرچه، مهار پروجکشن‌های VTA-mPFC کناره‌گیری اجتماعی را تشدید می‌کند. از طرف دیگر، کاهش در دریافت ساکارز و عدم تحرک به وجود آمده به دنبال استرس خفیف مزمن به ترتیب توسط تحریک و مهار VTA تضعیف و تشدید می‌شود. اگر چه این تفاوت‌ها را می‌توان به پروتکل‌های تحریک گوناگون استفاده شده نسبت داد، جواب‌های متغیر ممکن است مربوط به کارکرد غیریکسان نواحی وابسته به پاداش نیز باشد.
تحریک اپتوژنتیک قشر پیش‌پیشانی میانی به صورت کلی باعث تولید اثرات ضدافسردگی می‌شود. علاوه بر این تحریک عمیق مغز در قشر Infralimbic (که تصور می‌شود که اثر مهاری داشته باشد)، اثر ضدافسردگی ایجاد می‌کند. این یافته با مشاهده‌ای که می‌گوید مهار فارمالوژیکی قشر Infralimbic رفتارهای افسرده‌کننده را در فرد تضعیف می‌کند، در تأیید می‌باشد.

#### جنون روانی (اسکیزوفرنی)
اسکیزوفرنی یک اختلال روانی شایع است که از ویژگی‌های بارز آن فقدان توانایی در اندیشیدن، عاطفه ضعیف، انجام رفتارهای نامعقول و ناتوانی در درک واقعیت است. در اغلب موارد، تجربه و مفهوم "علاقه" هم به‌صورت رفتاری و هم به‌صورت عصبی دست‌نخورده باقی مانده است. علاوه بر این، یادگیری و اعمال سادهٔ وابسته به پاداش نیز در اسکیزوفرنی به‌صورت دست‌نخورده باقی مانده است. در عوض، در حین اعمال وابسته به پاداش کمبودهایی در سیستم پاداش موجود می‌باشد که از لحاظ شناختی پیچیده می‌باشند. این کمبودها هم به ناهنجاری‌های مربوط به Striatal و فعالیت OFC و هم به ناهنجاری‌های مربوط به نواحی دارای اعمال شناختی از جمله قشر خلفی‌جانبی پیش‌پیشانی مربوط می‌باشند. 